# Franz Brunsvik

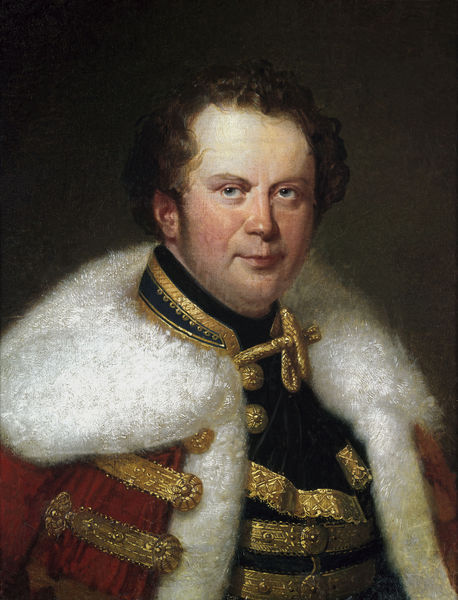
Graf Franz Brunsvik, Gemälde von Heinrich Thugut, um 1830 (Wien, Gesellschaft der Musikfreunde)

Graf Franz Brunsvik de Korompa (* 25. September 1777 in Pressburg; † 23. Oktober 1849 in Wien) war ein ungarischer Adliger, Violoncellist und Theaterunternehmer.

## Leben
Brunsvik entstammte dem ungarischen Adelsgeschlecht Brunsvik. Sein Onkel war Graf Joseph Brunswick (1750–1827), Tavernicus (Schatzmeister?) am ungarischen Königshof und Obergespan des Komitats Pest, auf dessen Gut in Unterkrupa die Brunsvik-Kinder häufig die Sommermonate verbrachten. Sein Vater war Graf Anton II. Brunsvik (1745–1793), seine Mutter Gräfin Elisabeth Brunsvik geb. Freiin Wankel von Seeberg (1752–1830). Therese Brunsvik, Josephine Brunsvik und Karoline Brunsvik waren seine Schwestern. 
Die Familie lebte hauptsächlich in Ofen, in einem Palais am Schlossberg, oberhalb der Stadt. Es verfügte über eine weithin bekannte Galerie mit 300 wertvollen Gemälden, darunter Werke von Leonardo da Vinci, Albrecht Dürer und Rembrandt. Im Stadthaus befand sich auch eine umfangreiche Bibliothek mit etwa 6000 Büchern sowie ein Mineralienkabinett.
Häufig weilte Brunsvik auch in Wien, wo seine Schwester Josephine seit ihrer Heirat 1799 im Palais Deym in der Rotheturmstraße Nr. 691 wohnte. Er spielte ausgezeichnet Violoncello und lernte im Herbst 1799 durch seine Schwestern Ludwig van Beethoven kennen. Er wurde bald einer seiner engsten Freunde; beide duzten einander. Ihre Freundschaft war besonders in den Jahren 1806 bis 1812 sehr intensiv. In dieser Zeit widmete Beethoven dem Grafen zwei seiner bedeutendsten Klavierwerke: die Sonate f-Moll op. 57 (Erstausgabe 1807), die sogenannte Appassionata, sowie die Fantasie H-Dur op. 77 (1810).
1809 wurde Brunsvik Mitverwalter des Familienguts in Martonvásár, blieb aber bis 1814 noch in brieflichem Kontakt zu Beethoven. 1819 übernahm er die Leitung des Pester Theaters, 1823 heiratete er die Pianistin Sidonie Justh (1801–1866).
Zum Bekanntenkreis des Ehepaars zählte der Pianist und Komponist Stephen Heller. Am 25. August 1838 war das Ehepaar Brunsvik unter den Zuhörern des Debüts des siebenjährigen Geigers Joseph Joachim, das dieser im Pester Adelskasino gab, und förderte ihn in der Folge.